# Agalenatea redii
Agalenatea redii (Scopoli, 1763) è un ragno appartenente alla famiglia degli Araneidi.

## Descrizione

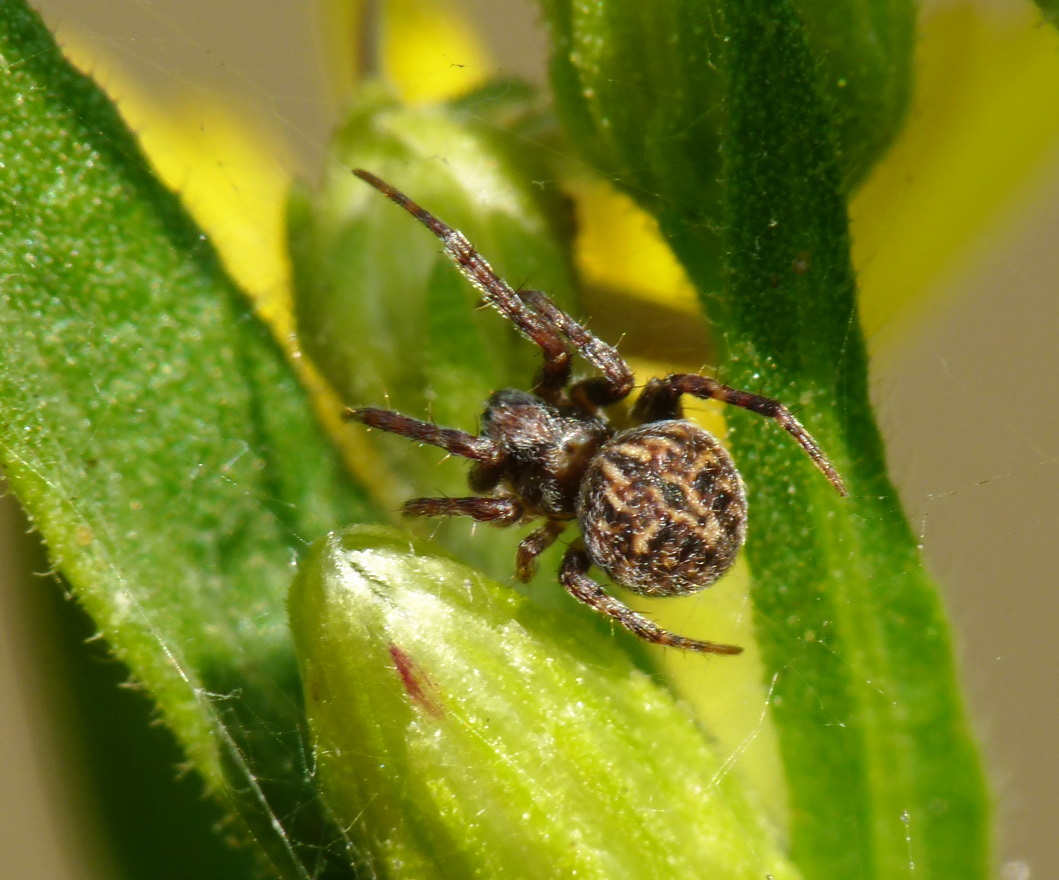
Esemplare fotografato vicino a Livorno (Toscana, Italia)

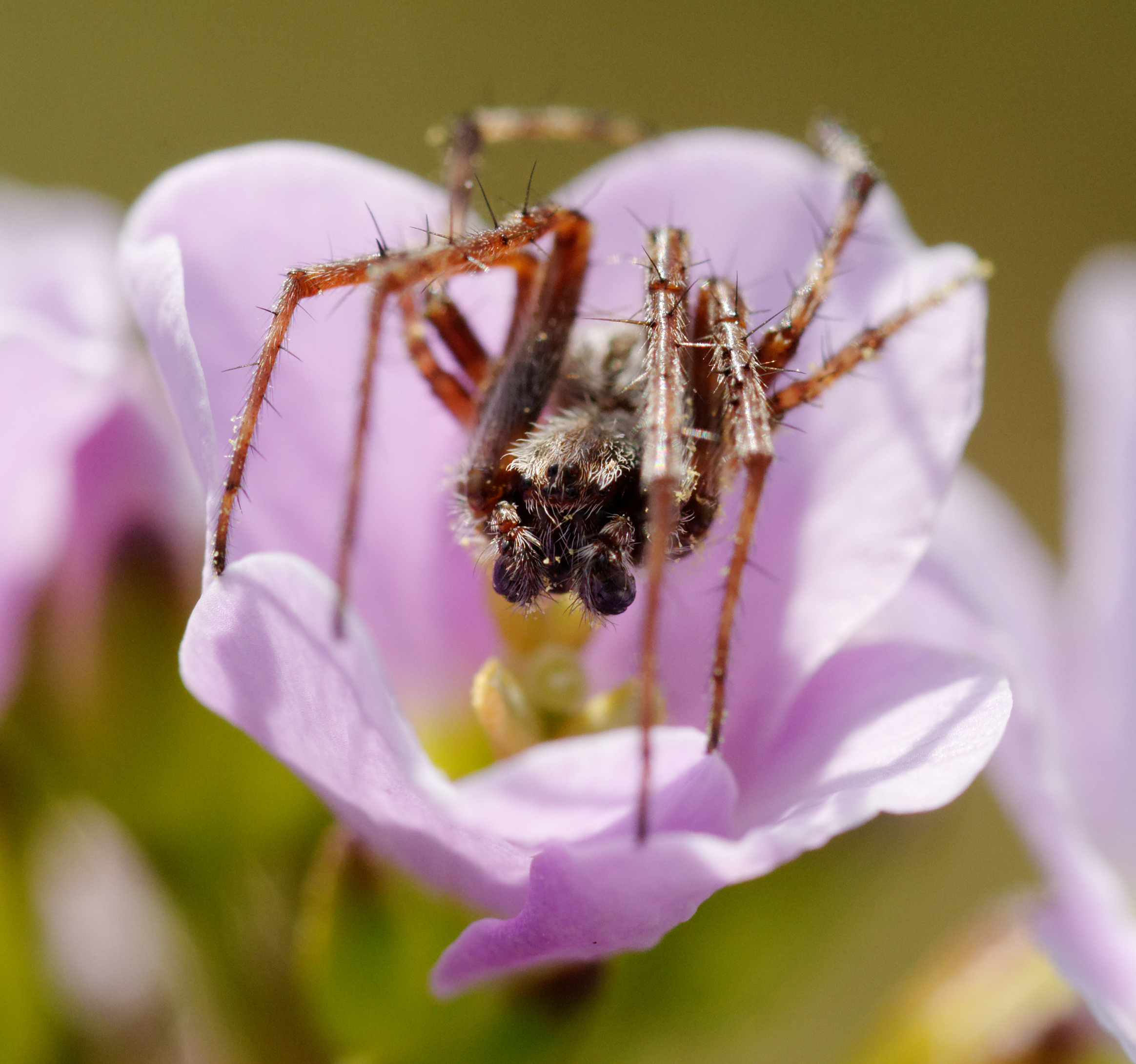
Esemplare appostato su un fiore, fotografato a Champey (Borgogna-Franca Contea, Francia)

Il ragno è generalmente di colore marrone, più scuro sul torace, e ricoperto da una folta peluria; l'opistosoma è rotondo, specialmente nelle femmine, mentre nei maschi può anche essere più triangolare. L'addome può presentare motivi irregolari anche molto diversi, di colore spesso marrone ma anche arancione o giallo; generalmente, è sempre visibile una striscia longitudinale, ed è frequente anche la presenza di due macchie bianche nella parte anteriore dell'opistosoma. Le zampe sono marroni, e presentano spesso annulature più scure incomplete.
Per quanto riguarda le dimensioni, i maschi oscillano fra i 4 e i 6 mm, mentre le femmine, più grandi, tra i 6 e gli 8 mm.

## Biologia
Il ciclo vitale di questa specie è annuale: gli adulti appaiono intorno ad aprile e la deposizione delle uova avviene a inizio estate. I maschi adulti si rinvengono fino a giugno, mentre le femmine, ancora abbondanti a luglio, cominciano a sparire verso agosto.
Ogni femmina depone da 70 a 130 uova, una sola volta; queste si schiudono velocemente, e i neonati sono già subadulti per l'inizio dell'inverno, per poi diventare adulti in primavera.
Il ragno costruisce la sua tela in primavera, tra i gambi secchi rimasti dall'anno precedente, quindi a poca distanza dal suolo, e preda principalmente insetti volanti. Si costruisce inoltre un rifugio, generalmente nei pressi della tela.

## Distribuzione

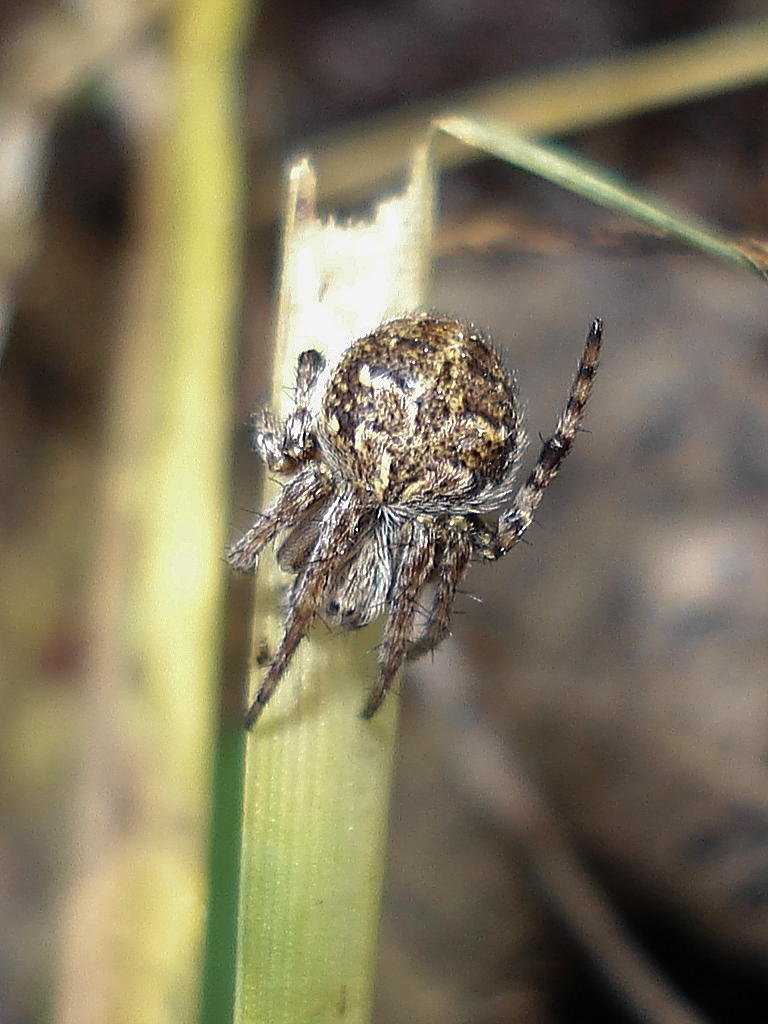
Esemplare fotografato in Lituania

La specie è presente nel bacino mediterraneo e in gran parte d'Europa, eccetto nelle regioni più settentrionali.